# Генри: портрет серийного убийцы
«Генри: портрет серийного убийцы» (англ. Henry: Portrait of a Serial Killer) — дебютный фильм режиссёра Джона Макнотона о серийных убийцах Генри Ли Лукасе и Отисе Туле, снятый в 1986 и вышедший на экраны в 1990 году. Фильм вольно трактует биографию Тула — он никогда не был сокамерником Генри Ли Лукаса. Кроме того, в фильме показано, что Генри убил Отиса и убежал с Бекки Пауэлл, тогда как в реальности Тул умер в тюрьме спустя много лет после этого случая.

## Сюжет
История Генри Ли Лукаса, выходца из Техаса, признавшегося в массовых убийствах и в том, что склонил своего товарища по предыдущей отсидке, страдающего лёгким слабоумием извращенца Отиса, к соучастию в особо тяжких преступлениях. Генри выбирал себе жертвы в различных точках города, разъезжая на своём зелёном «Шевроле-Импала», каждый раз меняя не только свою дислокацию, но и орудия убийства: нож, огнестрельное оружие, удавки и пр. Убивал он, обладая большой физической силой, и голыми руками.

## В ролях
- Майкл Рукер — Генри
- Трэйси Арнольд — Бекки
- Том Таулз — Отис
- Дэвид Кац — босс Генри
- Курт Нейбиг — школьник
- Эрик Янг — офицер, надзирающий за освобождёнными преступниками

## Награды и номинации
- 1990 — участие в конкурсной программе кинофестиваля в Локарно.
- 1990 — приз лучшему актёру (Майкл Рукер) на кинофестивале в Сиэтле.
- 1990 — три приза Каталонского кинофестиваля: лучший фильм, лучший режиссёр и приз Каталонской ассоциации критиков и сценаристов (все — Джон Макнотон).
- 1991 — 4 приза фестиваля фантастического кино Fantasporto: лучший фильм (Джон Макнотон), сценарий (Ричард Файр, Джон Макнотон), актёр (Майкл Рукер), актриса (Трэйси Арнольд).
- 1991 — приз «Серебряный ворон» Брюссельского фестиваля фантастических фильмов.
- 1991 — 6 номинаций на премию «Независимый дух»: лучший фильм (Лиза Дедмонд, Стивен Джонс, Джон Макнотон), режиссёр (Джон Макнотон), сценарий (Ричард Файр, Джон Макнотон), актёр (Майкл Рукер), актёр второго плана (Том Таулз), актриса второго плана (Трэйси Арнольд).